# Sekretar' rajkoma
Sekretar' rajkoma (Секретарь райкома) è un film del 1942 diretto da Ivan Aleksandrovič Pyr'ev.